# Juan Berthy Suárez
Juan Berthy Suárez (Santa Cruz de la Sierra, 24 juni 1969) is een voormalig Boliviaans voetballer, die speelde als aanvaller.

## Clubcarrière
Suárez, bijgenaamd El Chicho, beëindigde zijn actieve loopbaan in 2001 bij de Boliviaanse club The Strongest na eerder onder meer voor DC United, Club Blooming en Oriente Petrolero te hebben gespeeld. Hij werd in 1995 topscorer van de hoogste afdeling van het Boliviaanse profvoetbal, Liga de Fútbol Profesional Boliviano, door 29 keer te scoren voor Guabirá in 36 wedstrijden. Samen met zijn landgenoten Marco Etcheverry en Jaime Moreno maakte hij in 1996 deel uit van de selectie van de Amerikaanse topclub DC United.

## Interlandcarrière
Suárez speelde in totaal 28 interlands voor Bolivia in de periode 1991-1999, en scoorde acht keer voor zijn vaderland. Onder leiding van bondscoach Ramiro Blacutt maakte hij zijn debuut op 14 juni 1991 in de vriendschappelijke thuiswedstrijd tegen Paraguay in Santa Cruz de la Sierra, die met 1-0 werd verloren door een treffer van Gabriel González. Ook verdediger Eduardo Jiguchi, middenvelders José Luis Medrano en  Julio César Baldivieso en aanvaller Modesto Molina maakten in die wedstrijd hun debuut voor Bolivia. Met La Verde nam Suárez tweemaal deel aan de strijd om de Copa América: 1991 en 1995.

## Erelijst
Guabirá
- Topscorer Liga de Boliviano

1995 (29 goals)
 DC United
- Major League Soccer

1996
- Lamar Hunt U.S. Open Cup

1996